# DB-Baureihe 23
Die Baureihe 23 der Deutschen Bundesbahn war eine zur Beförderung von Personen- und Schnellzügen vorgesehene Dampflokomotivgattung mit Schlepptender und der Achsfolge 1’C1’.

## Entwicklung
Nach dem Zweiten Weltkrieg fehlten der Bahn in Westdeutschland leistungsfähige Personenzugloks; vorhandene Baureihen waren altersbedingt zu ersetzen, wie beispielsweise die bereits rund 40 Jahre alten preußischen P 8. Unter der Leitung von Friedrich Witte entwickelte man für die Neubeschaffung von Dampflokomotiven neue Baugrundsätze, welche bei der Baureihe 23 zur Anwendung kamen. Bei der Konstruktion griff man einen nicht verwirklichten Vorschlag der BMAG für die DR-Baureihe 23 wieder auf, nämlich den einer Lok der von Friedrich Witte bereits seinerzeit favorisierten Achsfolge 1’C1’ mit Verbrennungskammerkessel. Ab 1950 wurden 105 Exemplare der neu konstruierten Baureihe für den mittelschweren Personenzug- und den leichten Schnellzugdienst durch die Henschel-Werke, die Lokomotivfabrik Jung, die Lokomotivbauabteilung der Firma Krupp und die Maschinenfabrik Esslingen gebaut.
Wie sich nach den ersten Einsätzen zeigte, erfüllte die Neukonstruktion die Erwartungen, die Baureihe war universell einsetzbar, überdies der Kohleverbrauch geringer als bei vergleichbaren Lokomotiven. Die Loks der Baureihe 23 können einen 600 t schweren Zug in der Ebene mit 110 km/h sowie auf einer Steigung von 10 Promille noch mit 44 km/h befördern. Bei Messfahrten ergab sich, dass die Baureihe 23 mit ihrer im Vergleich zur P 8 nur 8,5 % größeren Kesselheizfläche deren Kesselleistung um 23 % übertrifft; die Zughakenleistung ist mit 1480 PSe sogar um mehr als 50 % höher als bei der P 8.

## Konstruktive Merkmale
Die Lokomotiven erhielten geschweißte Blechrahmen, geschweißte Kessel mit Verbrennungskammer und selbsttragende Schlepptender der Bauart 2'2' T 31, ebenfalls in Schweißkonstruktion.
Die Kessel wurden aus der Stahlsorte St-34 gefertigt, die Feuerbüchse mit der Verbrennungskammer aus IZ-II-Stahl.
Beim Laufwerk bildete man den vorderen Laufradsatz und den ersten Kuppelradsatz als Krauss-Helmholtz-Lenkgestell aus. Der Schleppradsatz hingegen wurde als weiterentwickeltes Bisselgestell ausgeführt, bei dem an Stelle der herkömmlichen Rückstelleinrichtung mit Wiege und Pendel eine solche mit Gegenlenkern und auf den Anlenkzapfen wirkender Rückstellung verwendet wird. Die Laufwerkskonstruktion der Baureihe 23 lässt Rückwärtsgeschwindigkeiten von 110 km/h zu, die Festlegung der Höchstgeschwindigkeit bei Rückwärtsfahrt auf nur 85 km/h erfolgte lediglich aufgrund der schlechteren Sichtverhältnisse des Lokpersonals bei der Fahrt mit dem Tender voraus.
Überdies führte man das Laufwerk so aus, dass die Kuppelradsatzlast wahlweise auf 17 t oder 19 t eingestellt werden konnte.
Die Lokomotiven erhielten zwei Bosch-Schmierpumpen für die zentrale Schmierung der unter Dampf gehenden Teile, aber auch der schwer zugänglichen Schmierstellen des Laufwerks. Als Regler kam ein Heißdampf-Mehrfachventilregler zum Einbau. Bis zur Betriebsnummer 052 wurden Oberflächenvorwärmer der Bauart Knorr sowie Gleitlager verwendet. Davon abweichend erhielten die Lokomotiven der Ordnungsnummern 024 und 025 ab Werk eine Mischvorwärmeranlage der Bauart Henschel. Ab der Ordnungsnummer 053 wurden die Maschinen mit Wälzlagern für Radsätze und Triebwerk – und, bis zur Ordnungsnummer 092, mit Heinl-Mischvorwärmern –, ab 093 mit seiner Weiterentwicklung, der Mischvorwärmerbauart 1957 („MV57“), ausgerüstet. Die Heusingersteuerung wurde im Interesse schwächeren Steinspringens und damit besserer Rückwärtsfahreigenschaften mit Kuhnscher Schleife ausgeführt. Die Kuppelradsätze erhielten beidseitig Bremsbacken.
16 Lokomotiven der Baureihe versah man außerdem mit einer indirekten Wendezugsteuerung.
Im allseitig geschlossenen Führerhaus montierte man eine gefederte und von unten beheizbare Fußbodenplatte, um dem Lokomotivpersonal bessere Arbeitsbedingungen zu verschaffen. Es gab zudem einen Kleiderkasten und eine Wärmeinrichtung für Mahlzeiten des Lokpersonals.

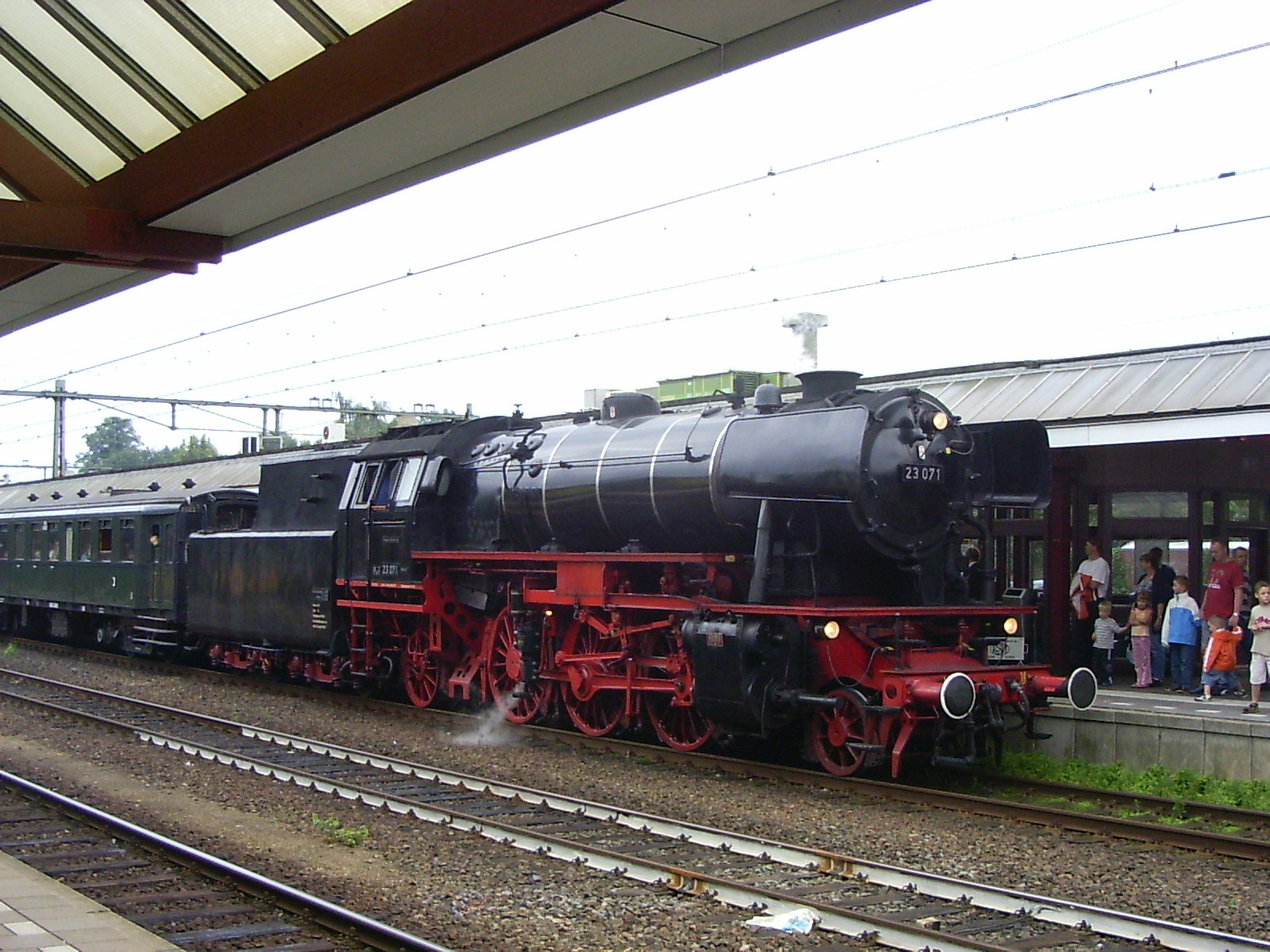
Baureihe 23, von der Lokführerseite aus gesehen

Im Lauf der Bauzeit und auch danach gab es zahlreiche Änderungen. Die Dampfpfeife wurde weg vom Führerhaus an den Schornstein verlegt, einige Maschinen erhielten zudem ein Läutewerk. Ab 23 071 wurden die Lokomotiven mit Indusi ausgeliefert, bei den anderen wurde diese nachgerüstet.
In den 1960er Jahren erhielten die meisten Lokomotiven einen Nassdampfregler, da der Mehrfachventil-Heißdampfregler immer wieder Probleme bereitete. Optisch auffällig war weiterhin, dass ab 23 024 der Führerhausdachaufsatz durch ein rundes Dach ersetzt wurde, ab 23 025 die vorderen Griffstangen Knäufe statt Ringe hatten und die Kohlenkastenstreben am Tender wegfielen, ab 23 077 die Führerhausschiebetüren durch Klapptüren abgelöst wurden und ab 23 097 anstelle von Schirmen an den Frontfenstern des Führerhauses Druckstauschuten angebracht waren. Später wurden auch die meisten anderen Lokomotiven mit diesen Schuten nachgerüstet. Auch das dritte Spitzenlicht kam erst im Laufe der Bauzeit ab 1957 hinzu.

## Einsatz
Mit der Einführung des neuen Baureihenschemas der Deutschen Bundesbahn zum 1. Januar 1968 wurde die Baureihennummer in 023 geändert. Die Baureihe 23 bewährte sich sowohl im schweren Personen- als auch im leichten Schnellzugdienst, häufig auch vor Güterzügen. Dennoch blieben die Lokomotiven nur wenig länger als die Preußische P 8 im Dienst, welche sie eigentlich ablösen sollten. Durch den einsetzenden Traktionswandel verloren sie immer mehr ihrer Einsatzgebiete. Zuletzt waren die Lokomotiven in den Bahnbetriebswerken Crailsheim, Saarbrücken und Kaiserslautern beheimatet. Der planmäßige Einsatz endete am 27. September 1975, als letzte Lokomotive wurde im Dezember 1975 die 23 058 im Bw Crailsheim ausgemustert.

## Erhaltene Maschinen

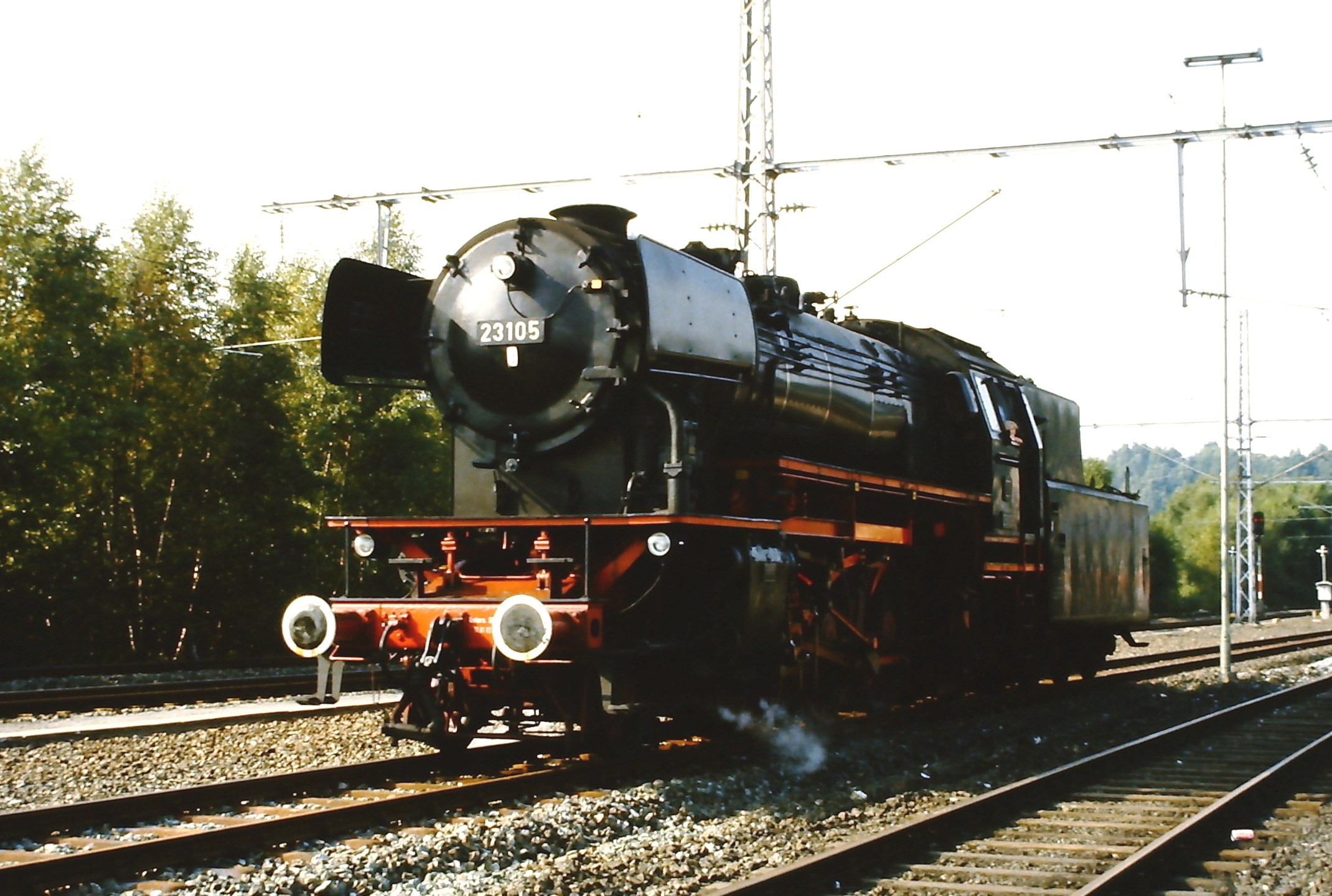
23 105 in Bochum-Dahlhausen bei der Fahrzeugausstellung anlässlich 150 Jahre Deutsche Eisenbahnen

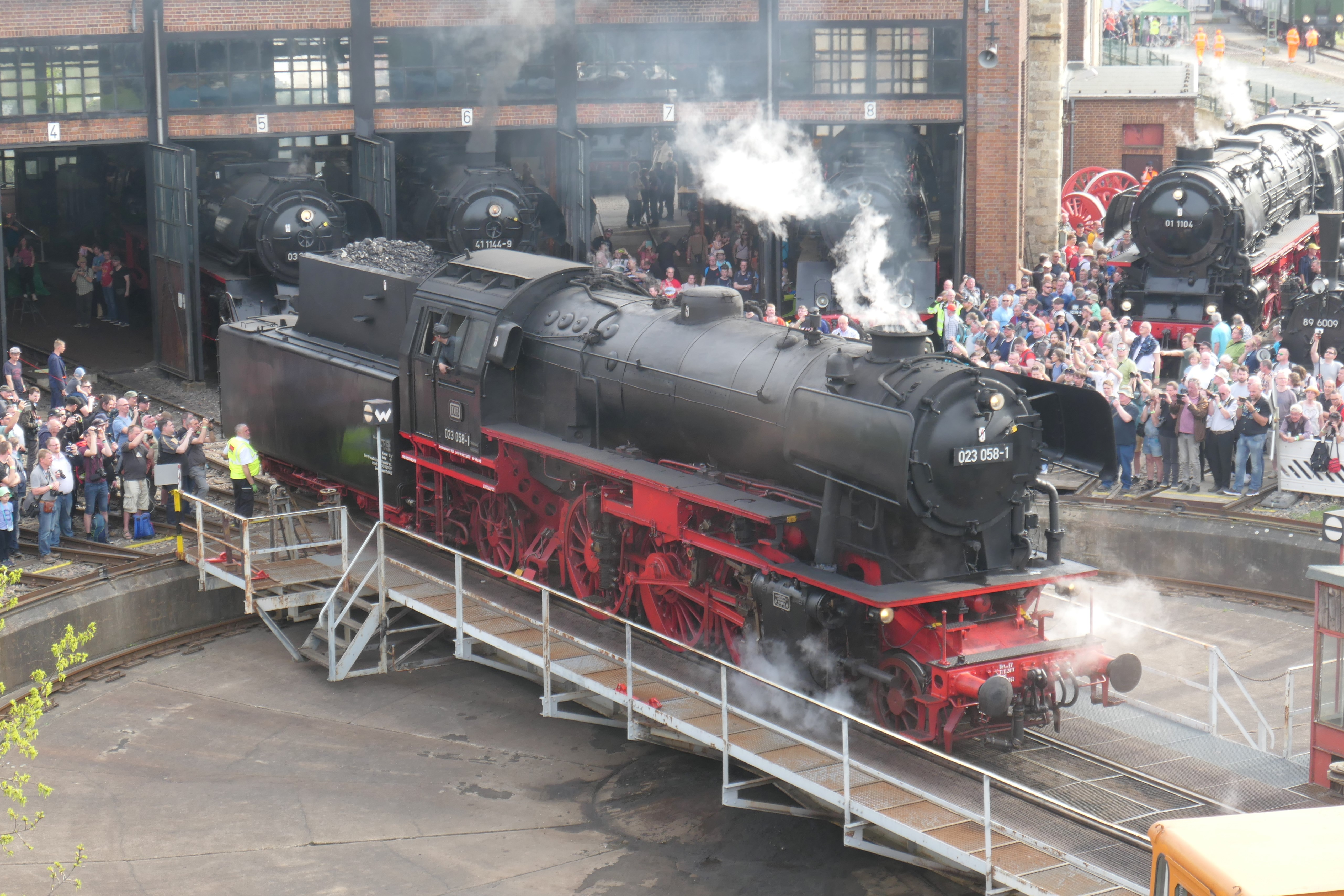
23 058 während des Dresdner Dampfloktreffens (2024)

Die Lokomotive mit der Betriebsnummer 23 105, hergestellt von der Firma Arnold Jung Lokomotivfabrik und im Dezember 1959 in Betrieb genommen, war die letzte Dampflok, die von der Deutschen Bundesbahn beschafft wurde. Bereits 1972 musterte man sie aus; erst zum Jubiläum 150 Jahre Deutsche Eisenbahnen im Jahr 1985 erfolgte durch die Deutsche Bundesbahn eine betriebsfähige Wiederherstellung. Die im Verkehrsmuseum Nürnberg stationierte Maschine wurde am Abend des 17. Oktober 2005 bei einem Großbrand im Lokomotivschuppen schwer beschädigt. Danach kam sie in das Süddeutschen Eisenbahnmuseum Heilbronn, wo sie in dreijähriger Arbeit restauriert wurde. 2019 war sie auf der Bundesgartenschau in Heilbronn ausgestellt.
Die 23 058 wurde 2011 von der DLM AG für die niederländische Nostalgie-Dampfbahn Friese Stoomtrein Maatschappij, Friesland, Niederlande auf Ölfeuerung mit Biodiesel umgebaut. Da die Stichting Stoomtrein Fryslân (SSF) in Konkurs ging, kam die Lokomotive nicht zum Einsatz. Sie wurde 2013 in die Schweiz zurückgebracht. Im Juli 2017, nach Abschluss des Rückbaus von Leichtöl- auf Kohlefeuerung und Abnahmefahrt im schweizerischen Sulgen, wurde die Lok 23 058 der EUROVAPOR zum SEH Heilbronn in Südwestdeutschland umbeheimatet. Nach dem erfolgten Einbau der modernen Zugsicherungstechniken gem. EBA im SEH Heilbronn kann 23 058 wieder Sonderfahrten in Deutschland unternehmen. Beim ersten Sonderfahrteinsatz – einer Überführungsfahrt zu einer Veranstaltung – kam es zu einem Bruch des rechten Schiebergestänges.
Von der Baureihe sind noch folgende Exemplare vorhanden:
- 23 019 im Deutschen Dampflokomotiv-Museum Neuenmarkt (Oberfranken)
- 23 023 bei der Stoom Stichting Nederland in Rotterdam (betriebsfähig)
- 23 029 als Denkmal vor dem Berufsschulzentrum in Aalen (auf OpenStreetMap-Karte)
- 23 042 im Eisenbahnmuseum Darmstadt-Kranichstein (betriebsfähig, wird gerade komplett neu aufbereitet)
- 23 058 ab 2013 bei Modern Steam am Hauenstein, seit 2017 bei der EUROVAPOR, seit 2023 in Würzburg (betriebsfähig)[7], schadhaft 2017–2020[6]
- 23 071 bei der Veluwsche Stoomtrein Maatschappij in Apeldoorn (betriebsfähig)
- 23 076 bei der Veluwsche Stoomtrein Maatschappij in Apeldoorn (betriebsfähig)
- 23 105 seit dem 8. November 2023 im Bahnpark Augsburg